# Ehrenbürger von Hannover
Der Begriff Ehrenbürger von Hannover wird auf Ehrungen durch die Stadt Hannover bis zum Beginn des 18. Jahrhunderts ausgelegt. Die offizielle Bezeichnung Ehrenbürger geht ursprünglich jedoch auf die Französische Revolution von 1789 zurück.

## Geschichte
Als erster Ehrenbürger der Stadt Hannover gilt Cuno Josua Freiherr von Bülow. Der Magistrat verlieh dem „Gouverneur der Festung Hannover“ 1707, nachdem der Freiherr ein in der Köbelingerstraße gelegenes Haus erworben hatte, das Bürgerrecht und das Brauer-Gilderecht „ehrenhalber“:
Die Verleihung der Rechte „ehrenhalber“, wie bei von Bülow, erfolgte in Hannover noch bis 1820, bei Carl von Linsingen.
In Hannover fand die konkrete Bezeichnung „Ehrenbürger“ jedoch erst im 19. Jahrhundert Eingang, zur Zeit des Königreichs Hannover;
- zum einen durch die Erwähnung in § 163[1] der 1824 erlassenen[3] Verfassungsurkunde für die Königliche Residenzstadt Hannover,[4]
- zum anderen durch die verschiedenen Städteordnungen des Jahrhunderts.[1]

## Andere Auszeichnungen
- Die Stadtplakette Hannover – seit 1959 aufgrund eines Beschlusses des Rates der Stadt Hannover verliehen – ist die „kleine Schwester“ der Auszeichnungen durch die niedersächsische Landeshauptstadt. Die Ehrung wird vergeben für Persönlichkeiten, die „das Wohl der Stadt und ihrer Bürger besonders gefördert“ haben.[5]